# WAP (canción)
«WAP» (acrónimo de Wet-Ass Pussy) es una canción de las raperas estadounidenses Cardi B y Megan Thee Stallion. Fue lanzada el 7 de agosto de 2020 por Atlantic Records como el primer sencillo del próximo segundo álbum de estudio de Cardi B. «WAP» contiene un sample de la canción «Whores in This House» de 1993 por Frank Ski. Las dos raperas discuten a lo largo de la canción sobre como quieren que los hombres las complazcan, usando varias insinuaciones sexuales.
El tema recibió elogios de varios comentaristas por su mensaje de positivismo sexual. Debutó en el primer puesto de la lista Billboard Hot 100 de Estados Unidos, dándole a Cardi B su cuarto sencillo número uno en el país —ampliando su récord como la rapera con más sencillos número uno en la historia de la lista— y a Megan Thee Stallion el segundo, al igual que llegó al número uno en Australia, Canadá y Nueva Zelanda.
El video musical, dirigido por Colin Tilley, cuenta con cameos de varias mujeres, incluyendo la estrella de televisión Kylie Jenner, las cantantes Normani y Rosalía, y las raperas Mulato, Sukihana y Rubí Rose.

## Antecedentes y lanzamiento
En octubre de 2019, Cardi B afirmó anunciar el título de su segundo álbum de estudio que se publicaría en ese momento, con la intención de llamarlo «Tiger Woods», pero luego se retractó y dijo haber bromeando. El 8 de abril de 2020, reveló que el álbum se lanzaría ese año. Durante una transmisión en vivo de Instagram el 23 de mayo, confirmó que un nuevo sencillo llegaría «muy, muy pronto». Al mes siguiente fue cuestionada sobre su nueva música nuevamente y respondió que la música estaba por llegar. La rapera hizo un anuncio en agosto.
El 3 de agosto de 2020, reveló que la canción era una colaboración con Megan Thee Stallion y simultáneamente publicó la portada de la canción en sus redes sociales. Unos días después, el 6 de agosto, anunció a través de Instagram que el video musical de la canción se lanzaría junto con ella el 7 de agosto, pero que el videoclip presentaría la versión censurada de la canción.

## Estructura

### Estructura musical y contenido lírico
«WAP» es una canción «lasciva» de hip hop con graves pesados que contiene una muestra de la canción «Whores in This House» de 1993 interpretada por Frank Ski. El intérprete [Ski] reveló su participación en una publicación de Twitter el día antes del lanzamiento de la canción.
La voz de Cardi B en la canción ha sido descrita como «gutural» y «staccato». Líricamente, las dos raperas discuten a lo largo de la canción como quieren que los hombres las complazcan usando una serie de metáforas sexuales.

## Recepción

### Comentarios de la crítica
Tras su lanzamiento, «WAP» recibió elogios generalizados de la crítica. Lakin Starling de Pitchfork la llamó «un nasty bop rap, lleno de la personalidad de dos de los nombres familiares más agradables del rap», y agregó, «el detallado juego por juego en los versos no tiene como objetivo impresionar a los chicos— y eso, sugiere la canción, es la razón por la cual la experiencia de Cardi y Meg es creíble», ya que «se centran como mujeres para celebrar libremente su codiciado poder, atractivo sexual y A1 WAP». Jon Caramanica de The New York Times la consideró «un registro de eventos que trasciende el evento en sí», y afirmó que ambas raperas «son exuberantes, agudas y extremadamente, extremadamente vívidamente detalladas» en la canción que «se deleita en la obscenidad». Rania Aniftos de Billboard describió la canción como un «pedazo abrasador listo para perrear». Mikael Wood de Los Angeles Times la consideró un «triunfo salvaje, desagradable y positivo al sexo» y afirmó que «la exuberancia vocal de las mujeres es el espectáculo, la forma en que rompen cada letra perfectamente interpretada y mastican las palabras como si fueran carne». En el mismo periódico, Christi Carras escribió que la canción «tiene un peso político que los hombres que rapean sobre sexo no tienen». Shannon Miller de The A.V. Club declaró que «el himno a la agencia sexual total y descarada» muestra a ambos raperas con una «entrega directa y vitalidad colectiva» que «irradia un espíritu tan rebelde como divertido». Escribiendo para Vulture, Craig Jenkins consideró la canción «suciedad
clase-A para las edades», escribiendo, «el impulso principal aquí es la letra, hay mucho empuje en la letra». Chris DeVille de Stereogum comentó que la canción «tiene una gran energía como solista principal», ya que es «una convergencia de dos de las estrellas más importantes del rap».
Brianna Holt de Complex escribió: «Tanto Cardi como Megan son potencias de la sexualidad femenina, la independencia y el dominio», y consideró la canción «el epítome del empoderamiento femenino», y agregó: «Arte como "WAP" no podría ser más valioso y necesario durante una época en la que la gente está tratando activamente de desaprender sus propios prejuicios y reconociendo las formas en que contribuyen al abandono de las mujeres negras». La periodista Susanne Ramírez Arellano de NBC calificó la canción como «un alegre cambio de roles» y «el triunfo de la deliciosa inmundicia», escribiendo «con un flujo rápido y frases interminables que se pueden citar, las dos estrellas del hip hop crean un himno femenino positivo de sexo mientras intercambian letras y recuperan las narrativas sexuales del género de los raperos masculinos 'duros'». Añadió que «[es] tan honesta y de buen gusto» como una canción puede ser cuando se trata de algo como la claridad del placer femenino y el deseo femenino, «que los hombres todavía consideran demasiado vulgar para las palabras». Para The Guardian, Dream McClinton escribió, «la exitosa colaboración entre las dos raperas se ha convertido en una canción tardía del verano, empoderando a las mujeres y enfureciendo a los mojigatos en el camino... [esto] debe celebrarse, no desaprobarlo». El crítico cultural Taylor Crumpton de NPR consideró a ambas raperas «mujeres que lideran el género en [una] nueva era de unificación entre mujeres raperas» con «una canción ya icónica sobre la sexualidad de las mujeres». Crumpton elogió el mensaje y lo describió como «si necesitas venir, acércate a mí, tienes que ser capaz de satisfacer mis necesidades sexuales, y son estas».

## Video musical
El video musical de «WAP», dirigido por Colin Tilley, fue lanzado simultáneamente con la canción y usa la versión limpia de esta. Se rodó en julio de 2020 en West Hollywood, California. El video muestra a Cardi B y Megan Thee Stallion caminando por una mansión colorida y muestra diferentes habitaciones a lo largo de ella. Cardi dijo que se gastaron más de $100 000 dólares en pruebas de COVID-19 para todos en el estudio de rodaje. Con más de 26 millones de visitas en su primer día, «WAP» rompió el récord del mayor debut de 24 horas para una colaboración únicamente femenina en YouTube.
Días después del lanzamiento del video, Cardi creó una cuenta de OnlyFans para compartir imágenes detrás de escena del clip, junto con otro contenido exclusivo no explícito.

### Sinopsis
Las dos raperas abren el video en el pasillo de una mansión, con vestidos personalizados de Nicolas Jebran, con cola larga, guantes de ópera y peinados recogidos de la misma forma. Durante el primer verso de Cardi también aparecen en una habitación llena de serpientes. La siguiente escena muestra a ambas raperas en una habitación verde y violeta con trajes de Thierry Mugler, compuestos por un corsé, medias de malla y mangas, con Megan interpretando su primer verso. Para su segundo verso, Cardi B aparece en una habitación con temática de leopardo, vistiendo un body de manga larga a juego con recortes en la parte delantera, —también hecho por Mugler—, con leopardos rodeándola. Megan aparece en un baño con temática de tigre blanco con tigres blancos a su alrededor con una prenda en blanco y negro. El video también incluye cameos de Kylie Jenner, Normani, Rosalía, Latto, Rubi Rose y Sukihana.

### Comentarios de la crítica
Claire Shaffer y Althea Legaspi de Rolling Stone calificaron el video como «tórrido» y «sensual». Chris Murphy de Vulture lo describió como «muy Dr. Seuss, pero haciéndolo NSFW de una manera divertida». Para Complex, Brianna Holt comentó, «durante una época en la que las mujeres negras recurrieron a las redes sociales para defender su protección y apoyo, mientras disfrutaban de su negrura, el video musical no podría ser más oportuno». Ella describió el clip como «una mansión llena de mujeres que demuestran su destreza sexual, con una confianza inigualable», mientras que Dream McClinton de The Guardian lo llamó una «celebración de la sensualidad y la sexualidad de la mujer».

### Recepción del público
Las reacciones de los fanes al cameo de Kylie Jenner en el video fueron mayormente negativas. Muchos usuarios de redes sociales expresaron su disgusto con su aparición en un video cuyo elenco consistía principalmente en mujeres negras, especialmente considerando el historial de supuesta apropiación cultural por parte de la celebridad. Una petición en Change.org que tenía como objetivo eliminar a Jenner del video recibió más de 65 000 firmas, mientras que varios usuarios de Twitter sugirieron reemplazarla con Betty White. Patientce Foster, expublicista de Cardi y codirector creativo del video, calificó la petición como «una mierda». Cardi escribió un tuit explicando que puso a Jenner en el video porque la celebridad (y su expareja Travis Scott) eran amigos cercanos de ella y Offset, referente a la aparición de una mujer blanca en el video, este no tiene la intención de ser referente a la raza. Foster dijo que Cardi propuso la idea de «una casa llena de mujeres poderosas» sin exclusiones.
La directora general de Big Cat Rescue, Carole Baskin, se pronunció en contra del uso de gatos monteses en el video. En una declaración para Billboard, dijo: «Da glamour a la idea de que los ricos tengan tigres como mascotas. Eso hace que todos los seguidores ignorantes quieran imitar al hacer lo mismo», y agregó que, basándose en las poses de los gatos, «probablemente lidien con un proxeneta de felinos, que se gana la vida golpeando, golpeando y matando de hambre a los gatos para hacerlos pararse en el momento justo frente a una pantalla verde en un estudio». Cardi respondió en una entrevista con Vice, diciendo: «No voy a involucrarme con Carole Baskin en eso», y continuó: «Como, esto es ridículo, ¿sabes? Oh, Dios. Como, chica si tu mataste a tu maldito esposo». Los representantes de PETA también se mostraron en desacuerdo con el uso de grandes felinos en el video, diciendo en otra entrevista a Billboard, «si se usan animales reales en lugar de imágenes generadas por computadora, el mensaje enviado es que la explotación animal es "Okurrr"—y no lo es. Si Cardi B y Megan Thee Stallion realmente se preocupan por la liberación de los gatitos, no usarían a los grandes felinos que sufren como accesorios».

## Premios y nominaciones
| Año  | Premiación               | Categoría                       | Resultado | Ref.          |
| ---- | ------------------------ | ------------------------------- | --------- | ------------- |
| 2020 | American Music Awards    | Colaboración del Año            | Nominado  | [ 3 ] [ 4 ]   |
| 2020 | American Music Awards    | Canción Favorita de Rap/Hip Hop | Ganador   | [ 3 ] [ 4 ]   |
| 2020 | MTV Europe Music Awards  | Mejor Vídeo                     | Nominado  | [ 5 ] [ 6 ]   |
| 2020 | MTV Europe Music Awards  | Mejor Colaboración              | Nominado  | [ 5 ] [ 6 ]   |
| 2020 | MTV Video Music Awards   | Canción del Verano              | Nominado  | [ 7 ]         |
| 2020 | People's Choice Awards   | La Canción del 2020             | Nominado  | [ 8 ] [ 9 ]   |
| 2020 | People's Choice Awards   | El Vídeo Musical del 2020       | Nominado  | [ 8 ] [ 9 ]   |
| 2020 | People's Choice Awards   | La Colaboración del 2020        | Ganador   | [ 8 ] [ 9 ]   |
| 2020 | Soul Train Music Awards  | Canción Hip Hop del Año         | Nominado  | [ 10 ]        |
| 2021 | BET Awards               | Elección del Público            | Nominado  | [ 11 ] [ 12 ] |
| 2021 | BET Awards               | Vídeo del Año                   | Ganador   | [ 11 ] [ 12 ] |
| 2021 | BET Awards               | Mejor Colaboración              | Ganador   | [ 11 ] [ 12 ] |
| 2021 | BET Hip Hop Awards       | Canción del Año                 | Ganador   | [ 13 ] [ 14 ] |
| 2021 | BET Hip Hop Awards       | Mejor Vídeo Hip Hop             | Ganador   | [ 13 ] [ 14 ] |
| 2021 | BET Hip Hop Awards       | Mejor Colaboración              | Ganador   | [ 13 ] [ 14 ] |
| 2021 | Billboard Music Awards   | Canción con más Streaming       | Nominado  | [ 15 ] [ 16 ] |
| 2021 | Billboard Music Awards   | Canción más Vendida             | Nominado  | [ 15 ] [ 16 ] |
| 2021 | Billboard Music Awards   | Mejor Canción Rap               | Nominado  | [ 15 ] [ 16 ] |
| 2021 | BMI R&B/Hip-Hop Awards   | Canción más Interpretada        | Ganador   | [ 17 ]        |
| 2021 | iHeartRadio Music Awards | Mejor Videoclip                 | Nominado  | [ 18 ] [ 19 ] |
| 2021 | iHeartRadio Music Awards | Mejor Coreografía               | Nominado  | [ 18 ] [ 19 ] |
| 2021 | iHeartRadio Music Awards | Canción de TikTok del Año       | Nominado  | [ 18 ] [ 19 ] |
| 2021 | MTV Video Music Awards   | Vídeo del Año                   | Nominado  | [ 20 ] [ 21 ] |
| 2021 | MTV Video Music Awards   | Canción del Año                 | Nominado  | [ 20 ] [ 21 ] |
| 2021 | MTV Video Music Awards   | Mejor Colaboración              | Nominado  | [ 20 ] [ 21 ] |
| 2021 | MTV Video Music Awards   | Mejor Vídeo Hip Hop             | Nominado  | [ 20 ] [ 21 ] |

## Posicionamiento en listas
| Lista (2020)                                | Mejor posición |
| ------------------------------------------- | -------------- |
| Alemania (Media Control AG)                 | 12             |
| Argentina (Argentina Hot 100)               | 17             |
| Australia (ARIA)                            | 1              |
| Australia Urban (ARIA)                      | 1              |
| Austria (Ö3 Austria Top 40)                 | 8              |
| Bélgica (Flandes) (Ultratip Bubbling Under) | 14             |
| Bélgica (Valonia) (Ultratip Bubbling Under) | 41             |
| Brasil (UBC)                                | 9              |
| Canadá (Canadian Hot 100)                   | 1              |
| Corea del Sur (Gaon)                        | 121            |
| Dinamarca (Tracklisten)                     | 7              |
| Escocia (Scottish Singles Sales Chart)      | 8              |
| Eslovaquia (Singles Digitál Top 100)        | 5              |
| España (PROMUSICAE)                         | 63             |
| Estados Unidos (Billboard Hot 100)          | 1              |
| Estados Unidos (Hot R&B/Hip-Hop Songs)      | 1              |
| Estados Unidos (Rhythmic)                   | 1              |
| Estados Unidos (Rolling Stone Top 100)      | 1              |
| Estonia (Eesti Ekspress)                    | 2              |
| Europa Euro Digital Songs (Billboard)       | 9              |
| Finlandia (Suomen virallinen lista)         | 4              |
| Francia (SNEP)                              | 31             |
| Global 200 (Billboard)                      | 1              |
| Global Excl. US (Billboard)                 | 3              |
| Grecia (IFPI)                               | 1              |
| Hungría (Single Top 40)                     | 8              |
| Hungría (Stream Top 40)                     | 2              |
| Irlanda (IRMA)                              | 1              |
| Islandia (Tonlist)                          | 11             |
| Italia (FIMI)                               | 34             |
| Japón Hot Overseas (Billboard)              | 10             |
| Letonia (Latvijas Top 40)                   | 7              |
| Lituania (AGATA)                            | 1              |
| Malasia (RIM)                               | 8              |
| Noruega (VG-lista)                          | 2              |
| Nueva Zelanda (RMNZ)                        | 1              |
| Países Bajos (Mega Single Top 100)          | 16             |
| Países Bajos (Tipparade)                    | 1              |
| Portugal (AFP)                              | 5              |
| Reino Unido (UK Singles Chart)              | 1              |
| Reino Unido (UK R&B Chart)                  | 1              |
| República Checa (Singles Digitál Top 100)   | 10             |
| Rumania (Airplay 100)                       | 55             |
| Singapur (RIAS)                             | 4              |
| Suecia (Sverigetopplistan)                  | 6              |
| Suiza (Schweizer Hitparade)                 | 5              |

## Certificaciones
| País           | Organismo certificador | Certificación | Ventas certificadas | Ref.   |
| -------------- | ---------------------- | ------------- | ------------------- | ------ |
| Brasil         | Pro-Música Brasil      | Diamante      | 160 000             | [ 68 ] |
| Canadá         | Music Canada           | 2× Platino    | 160 000             | [ 69 ] |
| Estados Unidos | RIAA                   | 5x Platino    | 5 000               | [ 70 ] |
| Nueva Zelanda  | RMNZ                   | 2x Platino    | 60 000              | [ 71 ] |
| Reino Unido    | BPI                    | Platino       | 600 000             | [ 72 ] |

## Historial de lanzamiento
| Región | Fecha               | Formato                     | Discográfica       | Ref.          |
| ------ | ------------------- | --------------------------- | ------------------ | ------------- |
| Varios | 6 de agosto de 2020 | Casete, CD, vinilo de 7"    | Warner Music Group | [ 73 ] [ 74 ] |
| Varios | 7 de agosto de 2020 | Descarga digital, streaming | Atlantic Records   | [ 75 ]        |
| Italia | 7 de agosto de 2020 | Contemporary hit radio      | Warner Music       | [ 76 ]        |